# Marie Claveau
Marie Claveau, känd under sitt artistnamn Mademoiselle du Croisy, död 1703, var en fransk skådespelare.
Hon var engagerad vid Troupe de Molière mellan 1659 och 1665.